# Глинський Іван Львович

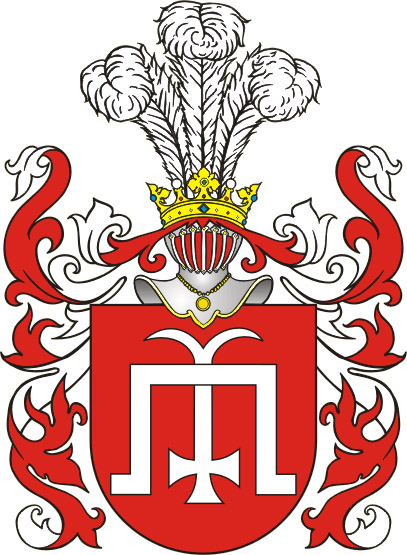
Герб Глинських

Іван Львович Глинський на прізвисько Мамай (нар. близько 1460 — пом. до 1522) — військовий та державний діяч ВКЛ. Київський воєвода у 1505–1507 роках.

## Короткий життєпис
Старший син князя Лева Борисовича Глинського, рідний брат Михайла Глинського. Вперше згаданий в актах як придворний короля у 1482 році. 1492 року був висланий великим князем Олександром Ягеллончиком до смоленського намісника Юрія Глібовича, аби смоленців втримав у вірності. В лютому 1495 року з братом Василем вітав у Маркові велику княжну Олену, доньку Івана III — наречену великого князя Олександра. В червні 1495 року був намісником переломським та ожським (озьким). 1501 року був земським хорунжим ВКЛ, 1502 року, після відставки, став господарським маршалком. 1503 року разом з братами брав участь в супроводі великого князя Олександра Ягеллончика. Основні володіння князя перебували в Київському повіті.
Після переведення на посаду воєводи новогрудського почав брати участь в 1508 році у повстанні групи українських та білоруських феодалів (за підтримки Московського царства) разом з братами Михайлом та Василем, невдоволених пануванням литовської знаті. Супроводжував Михайла до Турова, Мозира, брав участь в переговорах з московитами. Через це втратив посаду (отримав Альбрехт Гаштольд), його маєтки були конфісковані. Під час виправи Михайла Глинського на Мінськ та Оршу залишився з братом Василем в Мозирі, перебував на Поліссі до повернення Михайла з Москви. В листопаді, після повідомлення про наближення військ ВКЛ на чолі з князем Костянтином Острозьким, за намовою брата Василя переїхав до Московії, де отримав як володіння Мєдинь. Після арешту Михайла втратив політичний вплив.

## Родина
Дружина — Марина Романівна Васенцевич.
Його син Олександр та інші діти померли в молодості.

Можливо, під його опікою виховувалась по смерті батька небога Олена — майбутня дружина князя Василія III.
1. ↑  Urzędnicy województw kijowskiego i czernihowskiego XV-XVIII wieku: spisy — Kórnik: Biblioteka Kórnicka, 2002. — С. 66. — 344 с. — ISBN 83-85213-37-6
2. ↑  Senatorowie i dygnitarze Wielkiego Księstwa Litewskiego 1386—1795 / за ред. J. Wolff — Kraków: 1885. — С. 36.
3. ↑  Senatorowie i dygnitarze Wielkiego Księstwa Litewskiego 1386—1795 / за ред. J. Wolff — Kraków: 1885. — С. 201.
4. 1 2 3 4 5 6 7 8  Kniaziowie litewsko-ruscy od końca czternastego wieku / за ред. J. Wolff — Warszawa: 1895. — С. 80.